# Casas-Ibáñez
Casas-Ibáñez és un municipi de la província d'Albacete, que es troba a 52 km de la capital de la província.

## Demografia
| 1900  | 1910  | 1920  | 1930  | 1940  | 1950  | 1960  | 1970  | 1981  | 1991  | 2001  | 2006  |
| ----- | ----- | ----- | ----- | ----- | ----- | ----- | ----- | ----- | ----- | ----- | ----- |
| 3.014 | 3.118 | 3.584 | 3.990 | 4.390 | 4.242 | 3.963 | 3.774 | 3.576 | 3.832 | 4.174 | 4.493 |

## Administració
| Període      | Nom de l'alcalde/-essa | Partit polític | Data de possessió |
| ------------ | ---------------------- | -------------- | ----------------- |
| 1979 - 1983  |                        |                | 19/04/1979        |
| 1983 - 1987  |                        |                | 28/05/1983        |
| 1987 - 1991  |                        |                | 30/06/1987        |
| 1991 - 1995  | Pilar Nohales          | PSOE           | 15/06/1991        |
| 1995 - 1999  | Pilar Nohales          | PSOE           | 17/06/1995        |
| 1999 - 2003  | Gregorio López Sanz    | PSOE           | 03/07/1999        |
| 2003 - 2007  | Gregorio López Sanz    | PSOE           | 14/06/2003        |
| 2007 - 2011  | Carmen Navalón Pérez   | PSOE           | 16/06/2007        |
| 2011 - 2015  | Carmen Navalón Pérez   | PSOE           | 11/06/2011        |
| 2015 - 2019  | Carmen Navalón Pérez   | PSOE           | 13/06/2015        |
| 2019 - 2023  | n/d                    | n/d            | 15/06/2019        |
| Des del 2023 | n/d                    | n/d            | 17/06/2023        |